# Osornophryne simpsoni
Osornophryne simpsoni (лат.) — вид бесхвостых земноводных из рода тучных арлекинов семейства жаб. Эндемик Эквадора. Назван в честь Найджела Симпсона, сотрудника природоохранных общественных организаций, за его вклад в сохранение андских туманных лесов в Эквадоре.

## Внешний вид
Жабы небольшого размера. Длина тела взрослых особей от 1,76 до 3,3 см. Самцы мельче самок. Голова широкая, её длина достигает 77.2—95.1 % ширины. Морда короткая и закруглённая, ноздри слегка вздутые, овальные, косые, направлены вбок. Глаза с горизонтально-овальными зрачками. Губы бледно-коричневые. Участки между глазами и за ними с заметными бугорками различной формы. Хоаны слегка закруглённые. Резонаторы у самцов отсутствуют. Кожа на спине сильно бугристая, при этом от заднебокового края головы до уровня крестца тянется прерывистый ряд из конических бугорков. Кожа на брюшной стороне у самцов с пустулами и коническими бугорками на горле и боках, а у самок гладкая с малочисленными пустулами, расположенными в основном на животе. Передние конечности длинные, тонкие, мелкозернистые. Пальцы с перепонкой. У самцов по краям пальцев имеются более крупные бугорки. Брачные мозоли у самцов непигментированные, расположены на проксимальной поверхности первого и второго пальцев. Задние конечности длинные и тонкие, с перепонкой. Клоака расположена между бёдер. Спина, голова и конечности от тёмно-коричневых до светло-коричневых со светлыми пятнами. Бугорки на верхнем веке и боках оранжевые или жёлтые. Горло кремово-жёлтое с мелкими тёмными отметинами. Брюхо оранжево-коричневое.

## Ареал и места обитания
Известен только с типовой территории и прилегающих участков в национальном парке Льянганатес (провинция Пастаса) и в провинции Тунгурауа. Однако в связи с малой исследованностью региона и отсутствием видимых географических барьеров, предполагается, что распространение вида может быть шире. Osornophryne simpsoni встречается в первичных туманных лесах, сложенных клузией, на высоте от 2200 до 2266 м над уровнем моря. Все известные особи были пойманы ночью на листьях бромелиевых и папоротников. Считается, что вид имеет прямое развитие.

## Природоохранный статус
В связи с небольшой площадью ареала и сокращением мест обитания в Эквадорских Андах Международный союз охраны природы отнёс вид к категории вымирающих.